# موچی

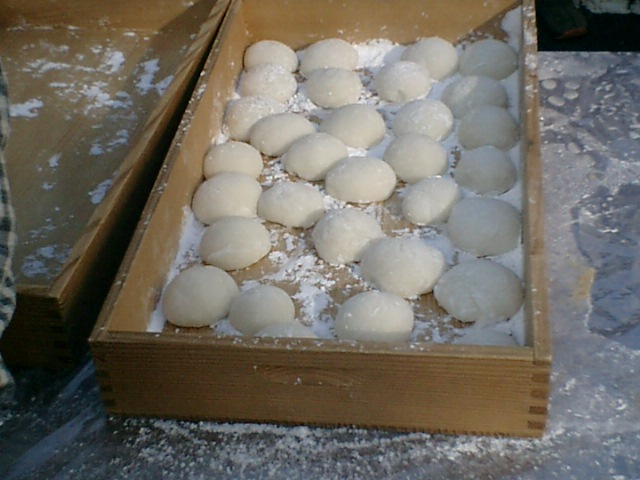
موچی

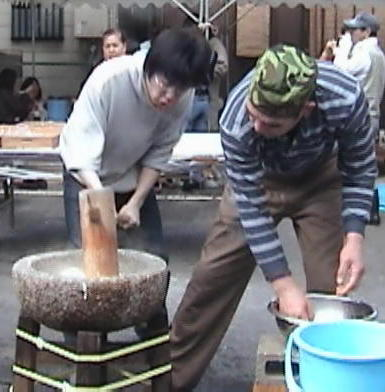
کوبیدن برنج پخته شده در هاون

موچی (به ژاپنی: 餅 Mochi) (به انگلیسی: Rice Cake) نوعی خوراکی است که از غلات به‌ویژه برنج ژاپنی تهیه می‌شود. در یک نوع آن برنج با آب و حرارت پخته و به‌وسیلهٔٔ فشار خارجی و کوبیدن در هاون تبدیل به ماده‌ای چسبناک می‌شود و بعد به آن شکل مخصوصی داده می‌شود. در نوع دیگر آن به آرد غلات آب گرم افزوده شده و پس از ورز دادن بخارپز می‌شود. هر چند موچی در تمام مدت سال مصرف دارد ولی بیشتر به عنوان یک غذای سنتی شهرت دارد که در سال نو ژاپنی تهیه می‌شود. به علت خاصیت چسبندگی این خوراک، خوردن آن برای سالمندان که قدرت کمتری برای قورت دادن مواد چسبنده دارند بسیار خطرناک است و هر ساله تعدادی بر اثر خوردن آن دچار مرگ ناشی از خفگی می‌شوند. به دست آوردن آمار دقیق این نوع خفگی دشوار است. بر اساس اداره بهداشت و کار و رفاه ژاپن در سال ۲۰۰۶ میلادی ۸۰۴ مرگ در ژاپن بر اثر خفگی در هنگام خوردن مواد غذایی گزارش شده‌است که ۱۶۸ مورد آن بر اثر خوردن موچی بوده‌است. در سال ۱۹۹۶ میلادی تنها در ماه ژانویه آمار خفگی در اثر خوردن موچی ۲۰۸ نفر تخمین زده شده‌است. در حال حاضر موچی در صدر فهرست عامل خفگی بر اثر خوردن مواد غذایی در ژاپن قرار دارد.